# Hoplitis orthognatha
Hoplitis orthognatha is een vliesvleugelig insect uit de familie Megachilidae. De wetenschappelijke naam van de soort is voor het eerst geldig gepubliceerd in 1983 door Griswold.